# Campionato oceaniano femminile di pallacanestro 1993
Il 6º Campionato Oceaniano Femminile di Pallacanestro FIBA (noto anche come FIBA Oceania Championship for Women 1993) si è svolto dal 7 al 10 giugno 1993 in Nuova Zelanda.
I Campionati oceaniani femminili di pallacanestro sono una manifestazione biennale tra le squadre nazionali femminili del continente, organizzata dalla FIBA Oceania.

## Squadre partecipanti
- Samoa Occidentali
- Nuova Zelanda

## Gare
|  | Finale            |                   |     |     |     |  |
|  |                   |                   |     |     |     |  |
|  | Samoa Occidentali | Samoa Occidentali | 56  | 61  | 58  |  |
|  | Nuova Zelanda     | Nuova Zelanda     | 120 | 106 | 120 |  |

| Auckland | Samoa Occidentali | 56 – 120 | Nuova Zelanda |  |

| Auckland | Samoa Occidentali | 61 – 106 | Nuova Zelanda |  |

| Auckland | Samoa Occidentali | 58 – 120 | Nuova Zelanda |  |

## Campione
Nuova Zelanda
(6º titolo)

## Classifica finale
| Posizione | Squadra           | Vinte/Perse |
| --------- | ----------------- | ----------- |
| Oro       | Nuova Zelanda     | 3–0         |
| Argento   | Samoa Occidentali | 0-3         |